# Spiegel (Architektur)
Ein Spiegel bezeichnet in der Architektur eine ebene, zweidimensionale Fläche, die zumeist von Profilen eingerahmt ist. Verwendet wird der Begriff in zwei unterschiedlichen Zusammenhängen: für die Stirn eines Quaders (Quaderspiegel) und für die gerahmte Unterseite einer Raumdecke (Spiegeldecke).

## Quaderspiegel
Als Spiegel wird im Steinmetzhandwerk die Fläche eines Steinquaders bezeichnet. Dabei wird zwischen glatten, erhabenen und eingetieften Spiegeln unterschieden (vgl. Lemma: Randschlag). Architektonisch bedeutsam sowie für Mauerwerks- und Fassadengestaltungen wichtig sind insbesondere die verschiedenen Formen der Oberflächenstrukturen des Spiegels der Quader-Vorderseite. Er kann zu verschiedenen, kunstvollen Formen der Rustizierung ausgebildet werden. 

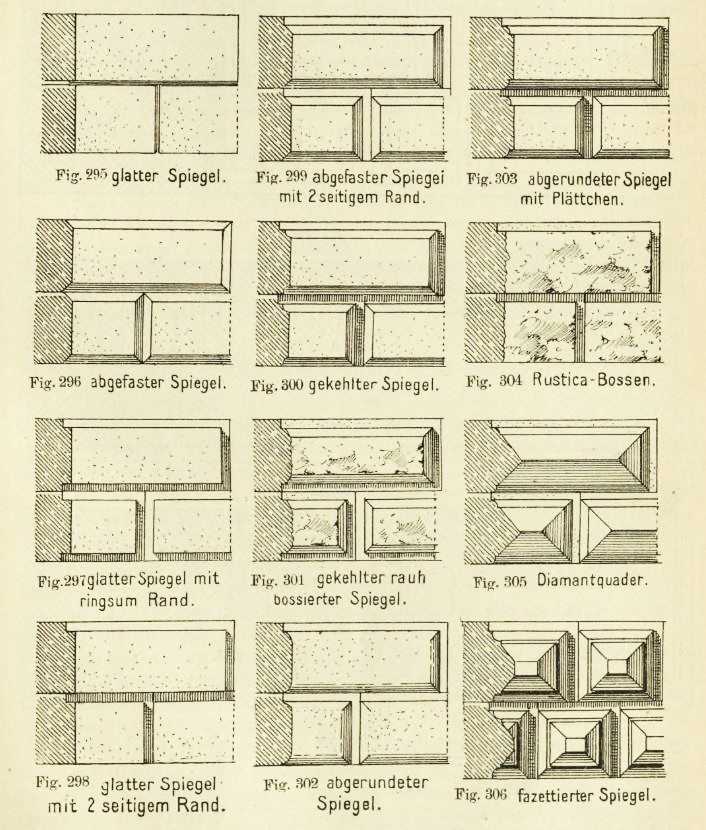
Verschiedene Formen des vorderen Quaderspiegels bei einer Rustizierung (Bauformen-Lehrbuch von 1903[1])

## Spiegeldecke
Eine Spiegeldecke (auch Deckenspiegel) ist eine Decke (Plafond), deren mittleres Feld von Profilen gerahmt ist. Der Übergang zur Wand erfolgt mittels Hohlkehlen (Deckenkehle, Voute) oder mit einem Decken-Gesims. Das flache Mittelfeld der Decke wird auch Spiegelfeld genannt.
Die Bezeichnung Spiegelgewölbe wird irreführend für eine (glatte) Spiegeldecke verwendet und meint eigentlich ein (in der Mitte relativ flach gemauertes, aber dennoch gekrümmtes) Muldengewölbe. Es gibt allerdings Spiegeldecken, die mit seitlich stuckierten sehr hohen Kehlen und leichter Holzkonstruktionen als Scheingewölbe ein flaches Spiegelfeld ausbilden können.

Spiegeldecken und Spiegelgewölbe sind häufig in der Renaissance und im Barock bei repräsentativen Innenräumen verwirklicht worden. Zum Schmuck wurden unter die Decken hölzerne Kassettierungen, stuckierte Ornamentreliefs und Plafondmalereien angebracht.

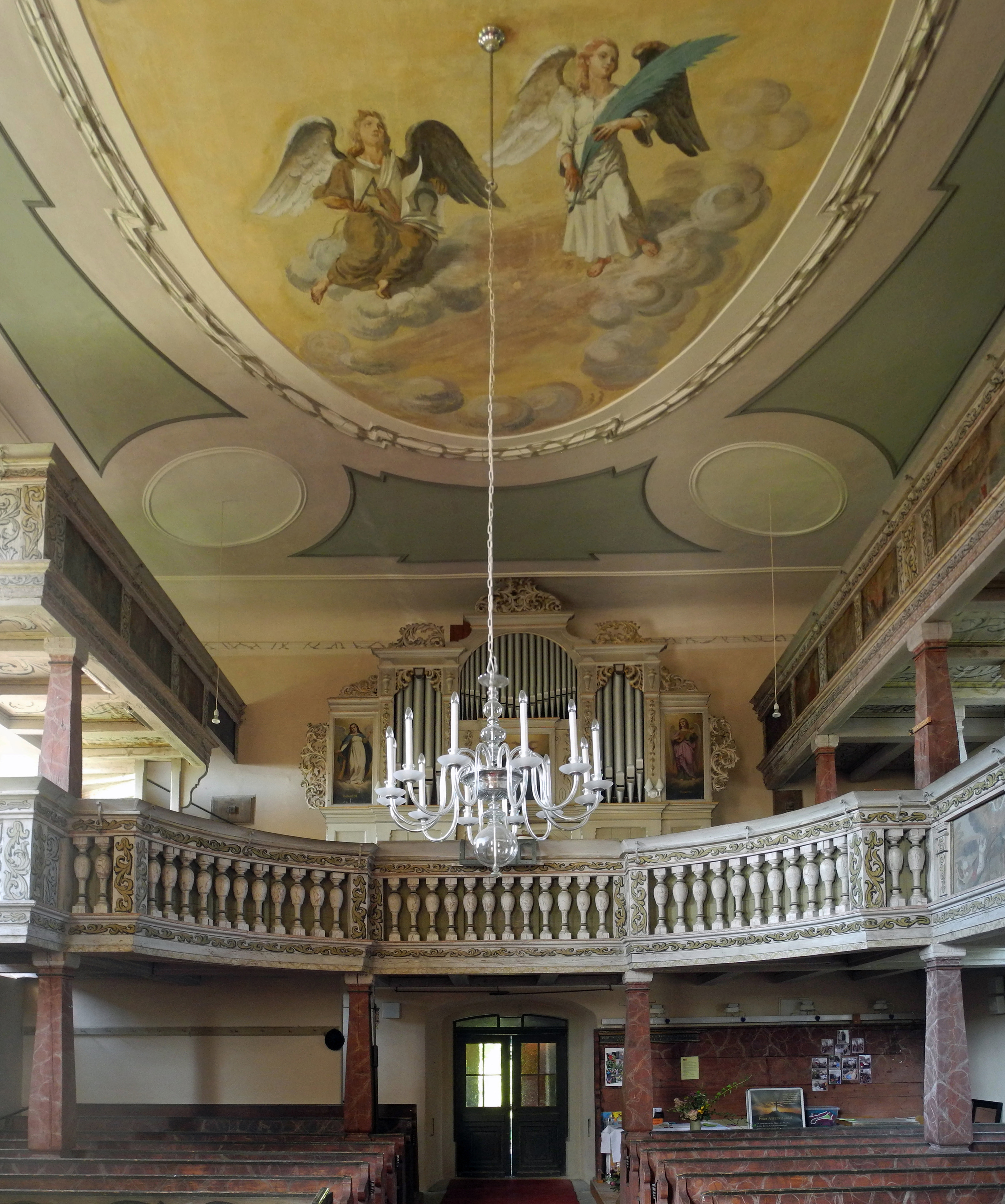
Spiegeldecke mit oval gerahmtem Deckenbild (evangelische Kirche Großerkmannsdorf/Sachsen)
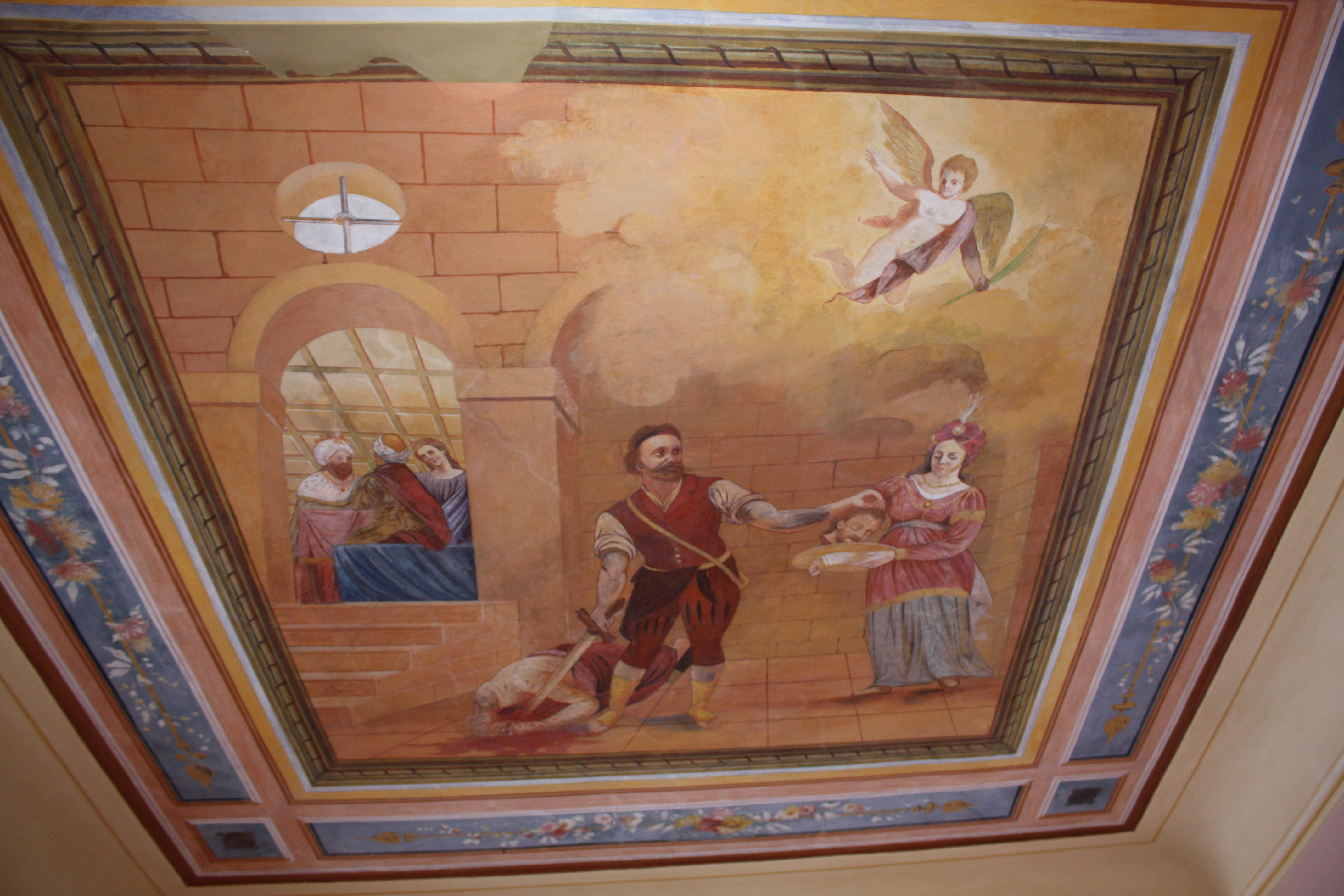
Spiegeldecke mit gerahmtem Deckenbild (Kapelle zur unbefleckten Empfängnis, Birnbaum/Kärnten)
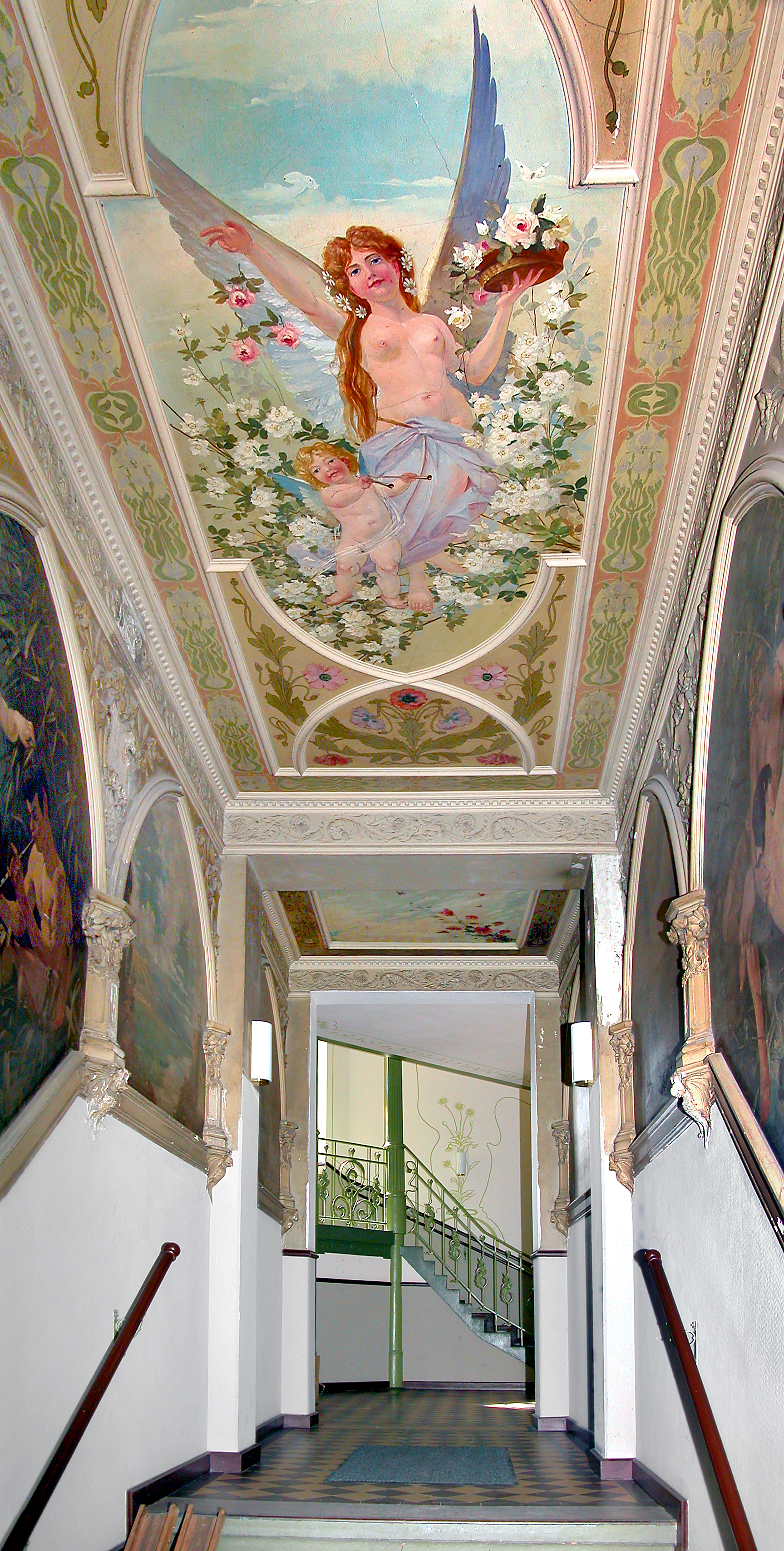
Spiegeldecke mit gerahmtem Deckenbild über einem Mietshaus-Eingangsflur von 1895 (Dresden-Striesen, Bergmannstraße 32)
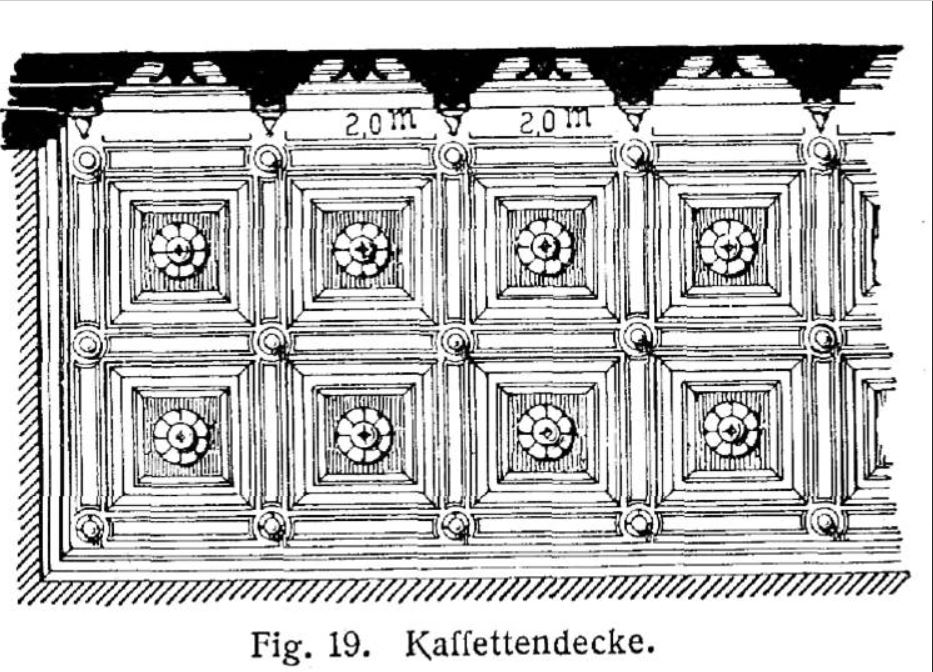
Spiegeldecke mit Kassettierung (oben im Schnitt, unten in der Untersicht)
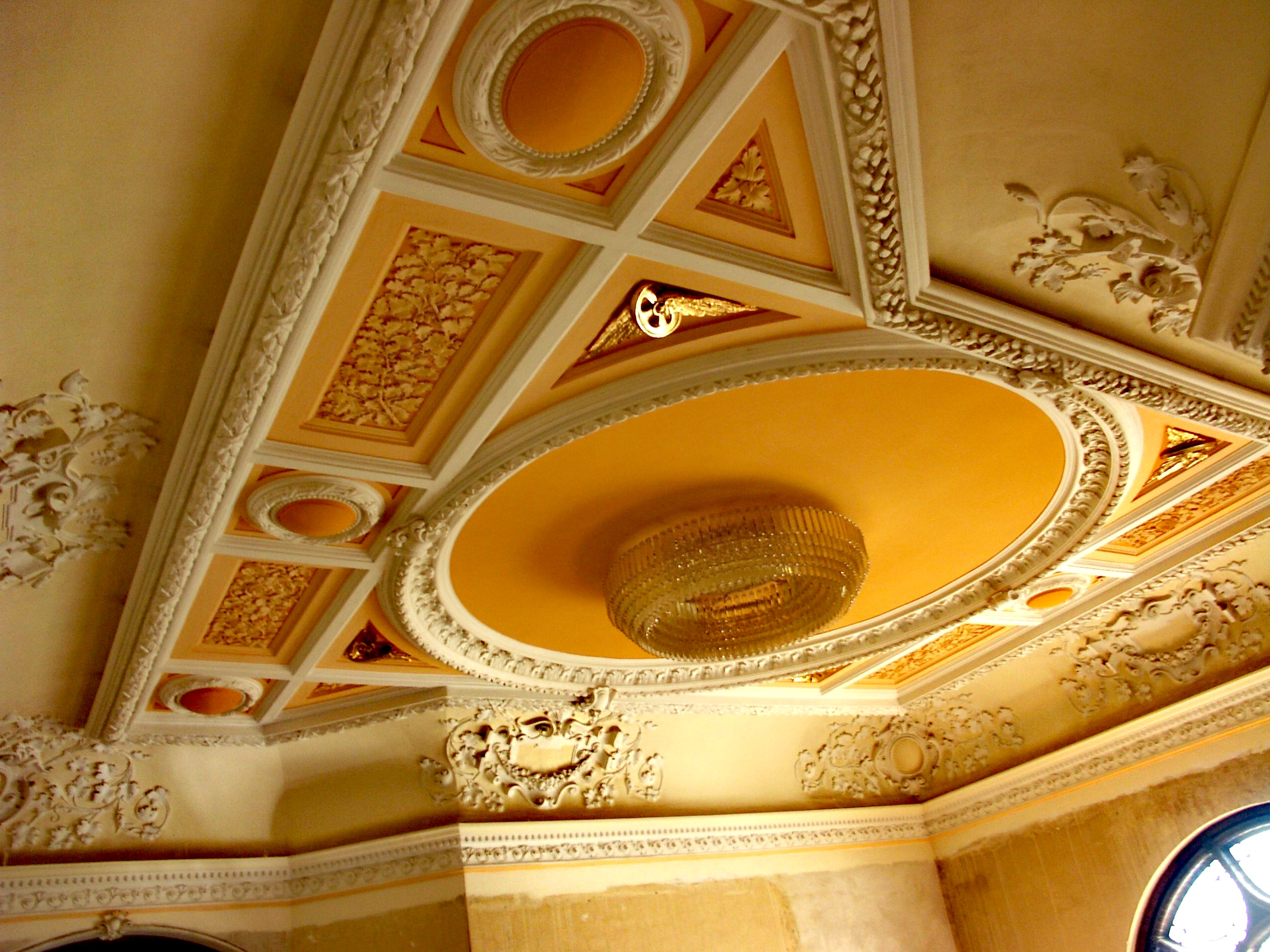
Spiegeldecke mit Stuckfeldern (Verwaltungsgebäude der Reichsbahndirektion Schwerin)
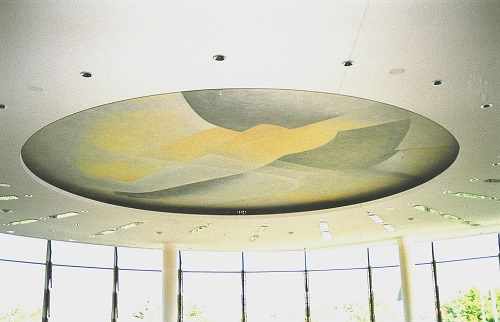
Moderne Spiegeldecke (Landeszentralbank, München, mit Deckenbild von Hansjürgen Gartner)
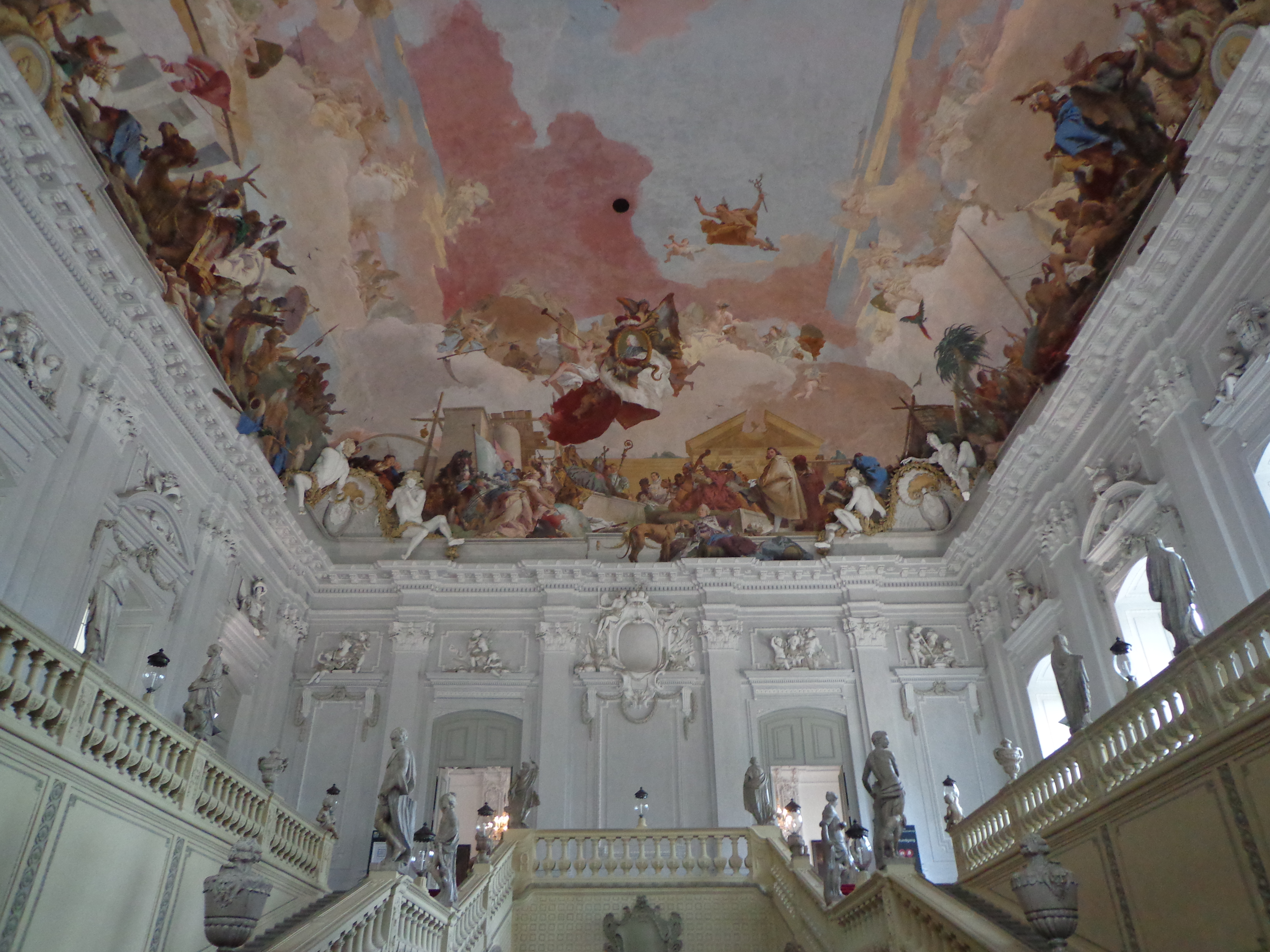
Das gemauerte Spiegelgewölbe ist eigentlich ein Muldengewölbe (Treppenhaus der Würzburger Residenz, mit Deckenmalereien von Giovanni Battista Tiepolo)
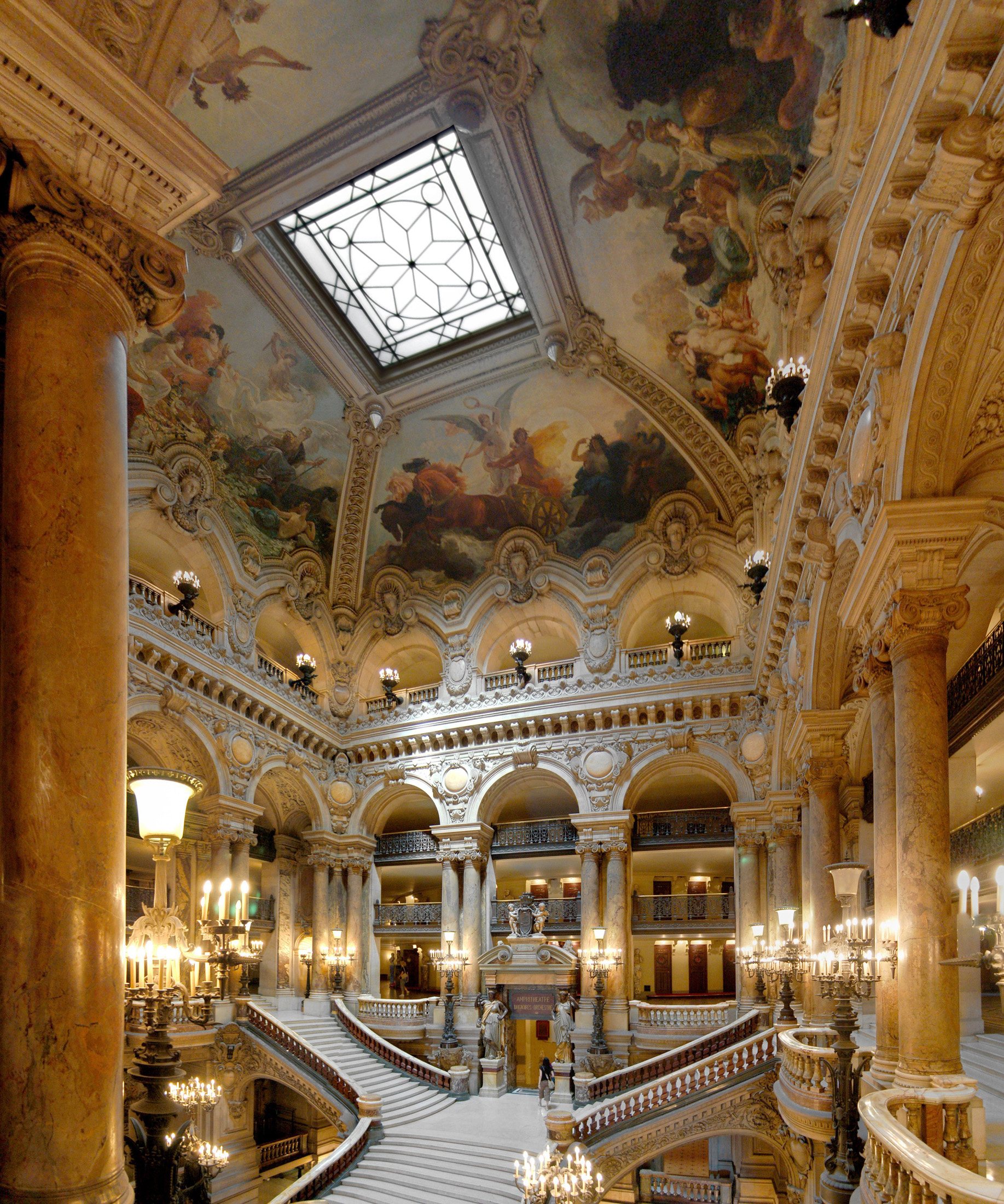
Ein Spiegelgewölbe als stuckiertes Scheingewölbe, hier mit einem Oberlicht als Mittelfeld (Treppenhaus der Opera Garnier, Paris)

### Deckenspiegel
Im modernen Bauwesen bezeichnet der Deckenspiegel die Deckenuntersicht in einer eigenen Bauzeichnung bzw. Planzeichnung, insbesondere zur Darstellung komplexer geometrischer Randbedingungen (Höhensprünge, Profilierungen, Materialwechsel usw.) und mit genauen Lage von Einbauteilen (Leuchten, Lüftungsanlagen usw.). Die zeichnerische Darstellung erfolgt dabei raumweise als Projektion (Spiegelung) der Deckenuntersicht nach unten. Relevante Bauteile und Einrichtungen aus dem Grundriss werden dabei zum Teil mit dargestellt, um z. B. eine Leuchte mittig über einem Tisch oder in der Achse einer Tür bzw. eines Fensters positionieren zu können. → Hauptartikel: Deckenspiegel